# Гипертрофический шрам
Гипертрофический рубец — это кожное состояние, характеризующееся отложениями избыточного количества коллагена, что приводит к образованию выпуклого рубца, но не до такой степени, как при келоидах. Как и келоиды, они образуются чаще всего на местах прыщей, пирсинга, порезов и ожогов, часто содержат нервы и кровеносные сосуды. Обычно они развиваются после термического или травматического повреждения, затрагивающего глубокие слои дермы и вызывающие повышенную экспрессию высокого уровня белка TGF-β.